# Manuel Amoros
Manuel Amoros (Nîmes, 1 de fevereiro de 1962) é um ex-futebolista e treinador de futebol francês que jogava como lateral direito. Teve destacadas passagens por Monaco e Olympique de Marseille, além da Seleção Francesa. Possui origem espanhola.

## Carreira
Após jogar nas categorias de base do GC Lunel, Amoros foi descoberto por Alberto Muro, olheiro do Monaco, onde estreou como profissional em 1980, aos 18 anos.
Em 9 anos defendendo o Monaco, o lateral-direito resistiu a propostas tentadoras das maiores equipes europeias e continuou fiel por um longo período ao clube, conquistando dois títulos da liga e uma Copa da França. Em junho de 1989, após 287 partidas e 36 gols, transferiu-se para o Olympique de Marseille, enfileirando 3 títulos da primeira divisão, além da Liga dos Campeões da UEFA de 1992–93.
Passou ainda pelo Lyon entre 1993 e 1995, sem conquistar nenhum título. Regressou ao Olympique de Marseille em 1995, mas, no final de sua carreira, foi prejudicado por seguidas lesões. Com apenas 16 partidas disputadas na temporada, pendurou as chuteiras aos 34 anos, devido a uma artrite em seus quadris.
Em 2010, foi eleito o maior lateral-direito da história do Olympique.

## Treinador
Como treinador, Amoros estreou na função em 2010, comandando a Seleção de Comores. Entre 2012 e 2014, treinou o Benin, substituindo o demissionário Edme Codjo.

## Seleção Francesa
Credenciado por suas atuações pelo Monaco, Amoros foi convocado pela primeira vez em fevereiro de 1982, contra a Itália. A França venceu por 2 a 0.
Integrou a equipe que disputou a Copa de 1982, atuando em 5 jogos. Na semifinal contra a Alemanha Ocidental, marcou um gol na decisão por pênaltis, vencida pelos germânicos. Pela Eurocopa de 1984, durante a campanha que levou a França ao título - único da geração liderada por Michel Platini - , Amoros jogou 2 partidas (ma estreia, contra a Dinamarca, foi expulso, e só voltaria na decisão contra a Espanha, entrando no lugar de Patrick Battiston).
Disputou ainda a Copa de 1986, também como titular, mas viu novamente a Alemanha Ocidental eliminar os Bleus em uma semifinal. Assim como em 1982, foi eleito o melhor lateral-direito da competição. Jogou também a Eurocopa de 1992, onde a França, treinada por Platini em sua única empreitada como técnico, naufragou na fase de grupos. A eliminação foi a pá-de-cal na carreira internacional de Amoros, que jogou 82 partidas pela Seleção, marcando apenas um gol, contra a Bélgica, em 1986. Foi o recordista de partidas pelos Bleus até 1999, quando Didier Deschamps o superou.

## Titulos

### Clubes
Monaco
- Division 1: 1981–82, 1987–88[4]
- Coupe de France: 1984–85[4]

Marseille
- Ligue 1: 1989–90, 1990–91, 1991–92[4]
- UEFA Champions League: 1992–93[carece de fontes?]; runner-up: 1990–91

### Internacional
France
- UEFA European Championship: 1984[4]
- FIFA World Cup third place: 1986[carece de fontes?]

### Individual
- FIFA World Cup Best Young Player: 1982[carece de fontes?]
- Onze d'Argent: 1984[carece de fontes?]
- French Player of the Year: 1986[carece de fontes?]
- FIFA World Cup All-Star Team: 1986[carece de fontes?]
- FIFA XI: 1986
- IFFHS ALL TIME FRANCE MEN'S DREAM TEAM[5]